# Conte di Anglesey

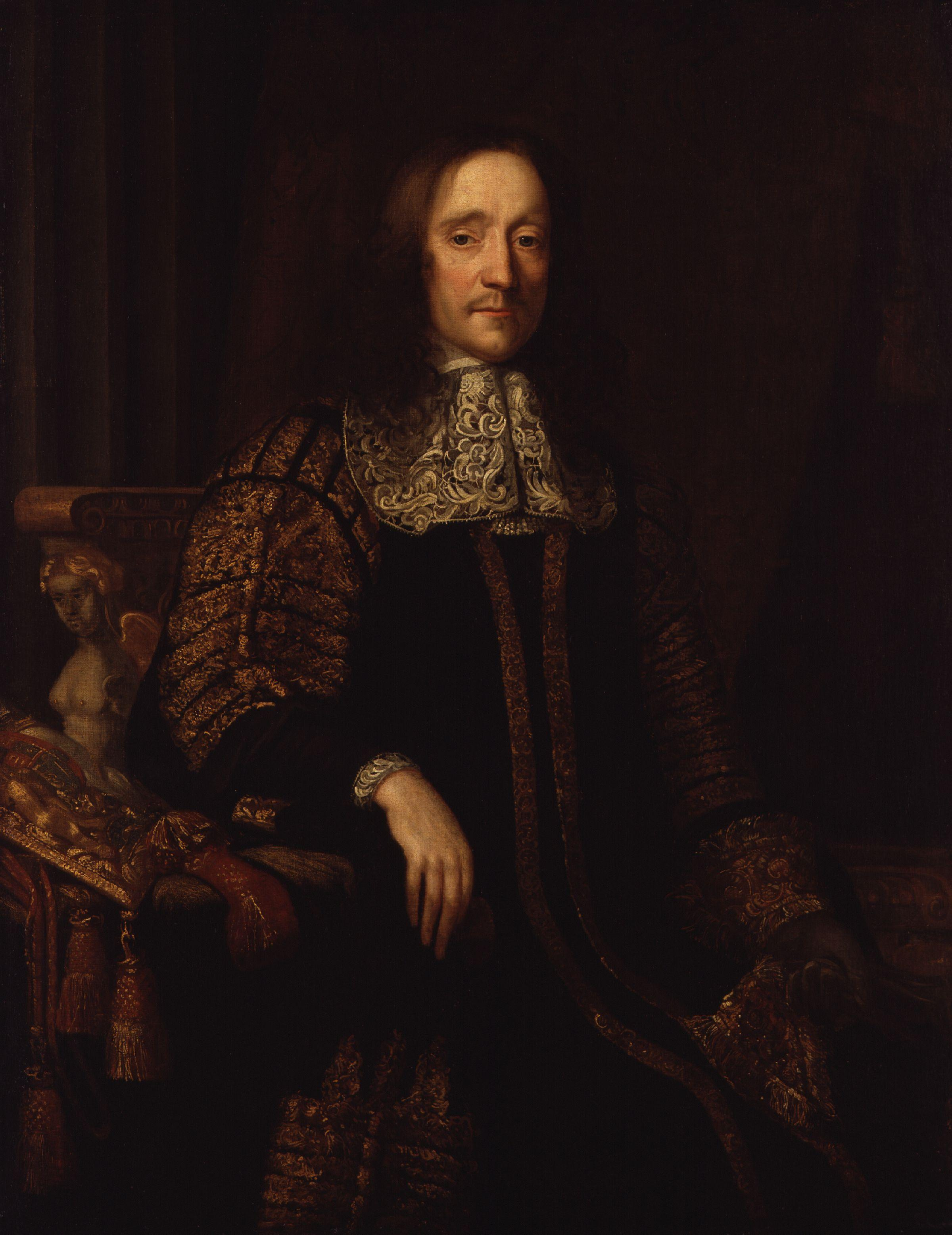
Ritratto di Arthur Annesley

Conte di Anglesey fu un titolo nobiliare creato in Inghilterra due volte.
La prima creazione risalì al 1623 quando Christopher Villiers assunse i titoli di Conte di Anglesey, territorio situato nel Galles, e di Barone di Villiers. Entrambi i titoli si estinsero però con la morte di suo figlio Charles nel 1661.
La seconda creazione avvenne nel 1661, quando Arthur Annesley, secondo visconte di Valentia, divenne conte di Anglesey e barone di Annesley. I titoli si estinsero nel 1761 con la morte di Richard Annesley.

## Elenco dei Conti di Anglesey della prima creazione
- Christopher Villiers, I conte di Anglesey (1593 -1630)
- Charles Villiers, II conte di Anglesey (?-1661)

## Elenco dei Conti di Anglesey della seconda creazione
- Arthur Annesley, I conte di Anglesey (1614-1686)
- James Annesley, II conte di Anglesey (1645-1690)
- James Annesley, III conte di Anglesey (1670-1702)
- John Annesley, IV conte di Anglesey (1676-1710)
- Arthur Annesley, V conte di Anglesey (1678-1737)
- Richard Annesley, VI conte Anglesey (1690-1761)